# Колиано
Колиа̀но (на италиански: Colliano; на неаполитански: Cuglian', Кулянъ) е малко градче и община в Южна Италия, провинция Салерно, регион Кампания. Разположено е на 630 m надморска височина. Населението на общината е 3800 души (към 2010 г.).